# Francis Beaumont
Francis Beaumont (n. 1584 - d. 6 martie 1616) a fost un dramaturg englez al perioadei Tudor, care, alături de John Fletcher, a întemeiat comedia de intrigă în Anglia.

## Operă
- 1609/1611: Spițerul înflăcărat ("The Knight of the Burning Pestle");
- 1609: Căpitanul ("The Captain");
- 1611: Philaster ("Philaster");
- 1611: Tragedia fecioarei ("The Maid's Tragedy");
- 1615: Pelerinajul dragostei ("Love's Pilgrimage").